# سواتپوک بنش
سواتُپوک بِنِش (چکی: Svatopluk Beneš؛ ۲۴ فوریهٔ ۱۹۱۸ – ۲۷ آوریل ۲۰۰۷) بازیگر سینمای چکسلواکی بود. او بین سال‌های ۱۹۳۴ تا ۲۰۰۳ در ۹۰ فیلم و برنامه تلویزیونی ظاهر شد.